# Neoregelia ampullacea
Neoregelia ampullacea là một loài thực vật có hoa trong họ Bromeliaceae. Loài này được (E.Morren) L.B.Sm. mô tả khoa học đầu tiên năm 1934.